# پرینستون (نبراسکا)
پرینستون (به انگلیسی: Princeton) یک منطقهٔ مسکونی در ایالات متحده آمریکا است که در نبراسکا واقع شده‌است. پرینستون ۴۳۷ متر بالاتر از سطح دریا واقع شده‌است.